# Lijst van acteurs en actrices in Medisch Centrum West
Dit is een lijst met alle gastoptredens uit Medisch Centrum West.

## Gastrollen

### A
- Vastert van Aardenne – Joost van der Voort (Besselink) (1988, 1989, 1990, 1993)
- Cynthia Abma – Judith (1993)
- Ab Abspoel – Vader Postema (1989)
- Willeke Alberti – Yvonne Wijland (1991)
- Marlies van Alcmaer – Toos Bezemer (1988, 1990)
- Henny Alma – Johanna Vermeer (1990)
- Manon Alving – Mevrouw Verdonk (1989)
- Edith Andriesse – Magda Verdonk (1989)

### B
- Edda Barends – Mathilde Bakker (1989)
- Tom van Beek – Meneer Schut (1988)
- Tim Beekman – Kees Keizer (1991)
- Antoinette van Belle – Sara van Wijngaarden (1991)
- Alexander van Bergen – Leon Zwart (1992)
- Carolien van den Berg – Ria Bijlsma (1988)
- Hans van den Berg – Hr. Hagestijn (1990) / Jan Liebrechts (1993)
- Marcel Bertsch – Vader van Dam (1993)
- Jim Berghout – Rechercheur van Doorn (1990)
- Roswitha Bergmann – Jolanda (1989)
- Bram Biesterveld – Hr. Lont (1990)
- Angelique de Boer – Maria Westervoort (1991)
- Femke Boersma – Jacqueline Breeveld (1989)
- Peter van Bokhorst – Kamergen. Postema (1989)
- Filip Bolluyt – Alex Femer (1988)
- Lia Bolte – Harriët Bussink (1990)
- Arthur Boni – Rechercheur Van Dijk (1988) / Fred Timmer (1991)
- Celia van den Boogert – Suze Venema (1993)
- Lars Boom – Herman Wijland (1991)
- Erna Bos – Radiotherapeute (1989)
- Mieke Bos – Eveline van Wijngaarden (1991)
- Camilla Braaksma – Maria Bos (1988)
- Bartho Braat – Gerrit Hiemstra (1988, 1991)
- Joeki Broedelet – Mevrouw Groen (1988)
- Peter Broekaert – Hoofd Inkoop (1989)
- Suze Broks – Anneke de Jong (1992)
- Martin Brozius – Meneer de Jong (1989)
- Bert Buitenhuis – Jaap Terborg (1988, 1989)
- Reinout Bussemaker – Peter Nieveld (1992)
- Fred Butter – Sander Hertinga (1990)

### C
- Nanny Cijs – Marja Groeneveld (1989)
- Edmond Classen – Theo Kruiswijk (1988)
- Kees Coolen – bestuurslid (1989)
- Jonna Coolen – Marian Zijderveld (1990)
- Hans Cornelissen – Jeroen Klaassen (1990)
- Kitty Courbois – Simone Hoogland (1994)
- Martine Crefcoeur – Julia Langeraart (1993)
- Jules Croiset – Derk van der Linden (1992-1994)
- Anna Crott – Sylvia Postema (1989)

### D
- Liesbeth den Daas – Verpl. Kundige Roos (1989)
- Guus Dam – John van Alphen (1991)
- Fiet Dekker – Bep Westervoort (1991)
- Bert Dijkstra – Meneer Bakker (1989)
- Diana Dobbelman – Thea Jacobs (1993)
- Thei Dols – Pastor Willemse
- Eric van der Donk – Peter Wringer (1988)
- Bert van den Dool – Notaris Zwartjes (1990)
- Bernard Droog – Albert Richter (1990)
- Ella van Drumpt – Linda Koning van Linsschoten (1988-1989)

### E
- Wick Ederveen – Adriaan IJlders (1992)
- Jan Elbertse – Victor (1988, 1990)
- Ingeborg Elzevier – Josephine Richter (1990)

### F
- Jasper Faber – Evert Smit (1989)
- Hubert Fermin – Erwin Hogenwijk (1990, 1991)
- Herbert Flack – Bert Helenberg (1990-1994)
- Joss Flühr – Saar Liebrechts (1989)
- Marlous Fluitsma – Annie Hiemstra (1988, 1991)
- René Frank – Jacob Tuinman (1990)

### G
- Paul Gieske – Robert Jansen (1988)
- Wilbert Gieske – Dirk Groeneveld (1989, 1990)
- Metta Gramberg – Sophie Westerman (1990)
- Aus Greidanus – Barry Putman, vertegenwoordiger/ontvoerder (1990)
- Pauline Greidanus – Elsje Kalkhoven (1990)
- Frederik de Groot – Stefan Volkel (1992)
- Theo de Groot – Mark Smit (1988) / Gerard Meeuwis (1991)

### H
- Cox Habbema – Vronie Hermans (1991-1992)
- Arie Hage – Politie-agent 2 (1989)
- Jules Hamel – Meneer Oomen (1990)
- Maxim Hamel – Joop Stevens (1991)
- Carla Hardy – Advocaat Vera (1990)
- Mies de Heer – Frederieke Rodenburg (1990-1991)
- Reinier Heidemann – Rob Harmsen (1991)
- Eva van Heijningen – Marijke Rodenburg (1988, 1990)
- Inger van Heijst – Annelies van Rietschoten (1993-1994)
- Piet Hendriks – Cor Van Telgen (1992)
- Sabine Heres – Lea Bremer (1993)
- Carol van Herwijnen – Karel Eversteen (1991)
- Alexander van Heteren – Richard Zuidenhout (1990)
- Pim van den Heuvel – Peter Messing (1988, 1989)
- Wim van den Heuvel – Meneer Klaassen (1990)
- Peter Hoeksema – Wim van Wijngaarden (1991)
- Isa Hoes – Stagiaire Isabel Zwagers (1991)
- Karen van Holst Pellekaan – Ria Hiemstra (1992)
- Sylvia Holstijn – Paulien De Kort (1989)
- Klaas ten Holt – Hr. Dekker (1990)
- Ferd Hugas – Leo Koning (1988-1992, 1994)
- Klaas Hulst – Henk Simons (1991-1994)

### I
- Inge Ipenburg – Isabel Schapers (1989)

### J
- Frits Jansma – Pieter van de Berg (1992)
- Jan Jaap Janssen – Sjors Bakker (1989)
- Kitty Janssen – Ina Harmsen (1991)
- Duck Jetten – Wil Baas (1989)
- Herbert Joeks – Frits van der Egt (1990)
- Anis de Jong – Andri Tolhuis (1990)
- Jet de Jong – Marijke Groesbeek (1990)
- Tom de Jong – Roelant Brouwer (1991-1994)
- Stephan de Jonge – Jeffrey Simons (1993-1994)
- Jos Jonkers – Vriend van Evert (1989) / Johan Spoor (1990)
- Wik Jongsma – Directeur Medische Verzekeringsmaatschappij (1991)
- Helen Juurlink – Elly Glastra (1989)

### K
- Paul Kamphuis – patiënt de Kort (1990)
- Louis Kockelmann – Robin Westerman (1990, 1991)
- Mimi Kok jr. – Ans van Dam (1990)
- Teuntje de Klerk – Emma Spoor (1993)
- Edward Koldewijn – Kees (1988)
- Erik Koningsberger – Peter Bremer (1993)
- Frans Koppers – Meneer Berger (1988)
- Jo Kragtwijk – patiënte Grijs (1990)
- Georgette Krosling – Marianne Tegelaar (1991)
- Willem van der Kroft – Gerard Dehli (1988)
- John Kuipers – Pietje Klein (1989)
- Bert Kuizenga – Meneer Bos (1988)
- Felix-Jan Kuyper – Pieter Klein (1988)

### L
- Pim Lambeau – Trudi Meeuwissen (1989)
- Chris van Langen – Patiënt (1989)
- Frits Lambrechts – Joop (1990)
- Phons Leussink – Frans Liebrechts (1989)
- Hans Ligtvoet – Gerard Breeveld (1989)
- Stan Limburg – Guido Richter (1990)

### M
- Ellis van Maarseveen – Janna Weverkap (1993)
- Hidde Maas – Koos Schapers (1989) / Adriaan Schapers (1989)
- Sacco van der Made – Piet Donkers (1991)
- Boet van Mechelen – Mevrouw Hofstede (1990)
- Karin Meerman – Willemien Dekker (1991)
- Aafke van der Meij – Els Kramer (1990 & 1991)
- Micha Meijer – Bobby Meeuwis (1993)
- Erik Meijer – Thomas Scheltema (1988)
- Luk van Mello – Bert Postema (1989)
- Marijke Merckens – Mevrouw Kalkhoven (1990)
- Agaath Meulenbroek – Hetty Zeegers (1993)
- Bea Meulman – Odile Bussink (1990)
- Bart Middelhoven – Christiaan van de Wouden (1994)
- Jan Simon Minkema – Uroloog De Vries (1988)
- Shanti Mohanpersad – Sham Abid (1994)
- Kika Mol – Martine Bos (1992)
- Jack Monkau – Inspecteur Terpstra (1989, 1990)
- Rudy Morren – internist Sander Blomberg (1993)
- Freek van Muiswinkel – Toon Bartels (1993)

### N
- Aat Nederlof – Jeroen de Graaf (1994)
- Joan Nederlof – Sylvia Terbeek (1994)
- Jan Nonhof – Hendrik Hartman (1993)

### O
- Johan Ooms – Onno Kalkhoven (1990)
- Martine van Os – Hannie Femer (1988)
- Martijn Oversteegen – Johan Hofstede (1990)

### P
- Niek Pancras – Anton Bezemer (1988, 1990)
- Ivon Pelasula – Vita Zwart (1992)
- Ellen Peters – Jacqueline IJlders (1991)
- Marieke van der Pol – Fotomodel (1991)

### R
- Hans van Raam – P. Nijland (1990)
- Wolf Remlee Pheil – Sjakie Mulder (1989)
- René Retèl – Sjaak Zijdeveld (1990)
- Georgette Rejewski – Sylvia Oudenaar (1988)
- Dick Rienstra – Theo de Jong (1992)
- Henk Rigters – Albert Vermeer (1990)
- Harry van Rijthoven – Peter Bos (1990)
- Corry de Roo – Mevrouw van Oostrom (1993)
- Ellen Röhrman – Officier van Justitie (1990)
- Bart Römer – Pieter de Groot (1989-1990)
- Han Römer – Dokter Henk (1988)
- Michel van Rooy – Kees Holst (1992)
- Dennis Rotteveel – Ambtenaar Burgerlijke Stand (1990)

### S
- Teddy Schaank – Maria Tolhuis (1990)
- Nico Schaap – Specialist Lukassen (1989) / Joop Jacobs (1993)
- Allard van der Scheer – Jacob Zwartjes (1990)
- Elsje Scherjon – Françoise van der Linden (1992-1994)
- Peter Schneider – Wim Weverkamp (1993)
- Hidde Schols – Luuk Schakel (1992)
- Huub Scholten – Stefan Bijlsma (1988) / Jack Tersteeg (1991)
- Nienke Sikkema – Mevrouw Schapers (1989)
- Marjolein Sligte – Katrien Wolverton (1988)
- Jolijn van Sloten – Carmen Lous (1994)
- Beatrijs Sluijter – Verpl. kundige Rita (1989)
- Monique Smal – Monica (1990)
- Freark Smink – Ben Glastra (1989)
- Dries Smits – Johan Bergman (1988)
- Peter Smits – Ronald (1991)
- Ariana Smorenburg – Geraldien Venema (1993)
- Ella Snoep – Mieke van Telgen (1992)
- Liz Snoijink – Barbara van Dam (1993)
- Mark Snijders – Patiënt – Fotograaf in de leader van MCW (1988-1989, 1990)
- Trins Snijders – Merel van der Voort-Besselink (1988-1989, 1990)
- Paul van Soest – Lex Kramer (1990 & 1991)
- Guy Sonnen – Rechter (1991)
- Piet Spee – Politie-agent 1 (1989)
- Lou Steenbergen – Frits de Brauw (1991)
- Truus Spijk – Christina Florence (1989)
- Robbert Spekking – Antoin Oomen (1990)
- Annemarie Steen – Mevrouw Beumer (1992)
- Alette van de Steen – Kristel Harmsen (1991)
- Dan van Steen – Tim Hofman (1991)
- Maria Stiegelis – Rita de Kort (1989)
- Jaap Stobbe – Egbert Smit (1989)
- Kick Stokhuyzen – meneer de Graaf, eigenaar tijdschrift (1991)
- Petra Stork – receptioniste kliniek (1990)
- Harriët Stroet – Maud Hartman (1993)
- Coby Stunnenberg – Truus Schoenmaker (1991)

### T
- Judith Tijssen – Lucy Groeneveld (1989-1993)
- Henriëtte Tol – Patricia Keyzer (1989)
- Bob van Tol – Mark Zijdeveld (1990)

### U
- Henk van Ulsen – Johan Breeveld (1989)

### V
- Dela Maria Vaags – Petra Tersteeg (1991)
- Serge-Henri Valcke – Frans Verwoerden (1990)
- Fred Velle – Automonteur (1990)
- Elisabeth Versluys – Agnes van der Voort (1988, 1989)
- Martin Versluys – Martin (1988) / Harrie Bakker (1989)
- Herman Vinck – Rob Hiemstra (1992)
- Lisa Visser – Suzan van de Berg (1992)
- Pim Vosmaer – Mark (1988)
- Jan Vriend – Verkoper (1989)
- Hymke de Vries – Fraukje van Driel (1994)
- Jop de Vries – Willem Hartman (1993)
- Frans Vrolijk – Freddy Wunderlich (1991)

### W
- Elly Weller – Mevrouw Harmsen (1988)
- Guusje Westermann – Mevrouw Klaassen (1990)
- Lex Wiertz – Conducteur (1990)
- Lies de Wind – Mevrouw Bakker (1989)

### Z
- Wim Zomer – Lex Hildebrink (1991)
- Doron Zwaaf – John Hoekstra (1994)
- Ernst Zwaan – Tjeerd Venema (1993)

## Overige personages
- Victor, de vriend van Marijke Rodenburg
- Mevrouw Van Dam, een patiënte op A4
- Natasja Zuiderhout, een patiënte op A4
- Gerda Dekker, een comapatiënte. Ligt op de afdeling van Victor Brouwer